# Рио (филм, 2011)
Вижте пояснителната страница за други значения на Рио.
„Рио“ (на английски: Rio) е американска 3D компютърна анимация от 2011 година и е режисиран от Карлос Салдана. Заглавието идва от бразилския град Рио де Жанейро, в който се развива действието. Озвучаващия състав се състои от Джеси Айзенбърг, Ан Хатауей, Лесли Ман, Родриго Санторо, Джемейн Клемент, Джордж Лопез, Трейси Морган и Джейми Фокс. Заглавната песен Telling the World, се изпълнява от Тайо Круз.
Премиерата на филма е на 22 март 2011 г. в Лагоа, Рио де Жанейро, а по-късно е пуснат в Съединените щати на 15 април 2011 г. от 20th Century Fox. Филмът получи генерално позитивни отзиви от критиците, които похвалиха визуалните ефекти, озвучаването и музиката. Филмът също има успех в боксофиса, който спечели повече $143 милиона в Съединените щати и $484 милиона в световен мащаб. Филмът е номиниран за „Оскар“ в категорията „Най-добра песен“ за Real in Rio, но го изгуби в друга номинирана песен, „Man or Muppet“ от „Мъпетите“.
Продължението „Рио 2“ е пуснат на 11 април 2014 г.

## Сюжет
Внимание:  Текстът по-долу разкрива сюжета на произведението (или части от него)!
Блу е рядък папагал, който си мисли, че е последен от вида си. Един ден, обаче разбира, че има още един, който всъщност е „тя“ – буйната и самостоятелна Джуъл. Тогава Блу напуска дома си в Минесота и се отправя за Рио. Ситуацията не е съвсем цветуща, когато се срещат двата по характер коренно различни папагала. Неочаквано, обаче Блу и Джуъл се впускат в голямо приключение, при което щe научат много нови неща, и се влюбват.

## Озвучаващ състав
- Джеси Айзенбърг – Блу, мъжки спиксов ара, който е роден в Рио де Жанейро, но е отраснал от Мус Лейк, Минесота.
- Ан Хатауей – Джуъл, женски спиксов ара от джунглата на Амазония, но е взета в Рио де Жанейро.
- Уил Ай Ем – Педро, черно канарче, който е най-добрият приятел на Нико.
- Джейми Фокс – Нико, жълто канарче, който обича самбата.
- Джордж Лопез – Рафаел, романтичен тукан токо.
- Трейси Морган – Луиз, който е приятел на Рафаел.
- Джемейн Клемент – Найджъл, садистично жълтокачулато какаду, който иска да бъде телевизионна звезда.
- Лесли Ман – Линда Гъндърсън, момиче, който откри Блу след като беше взет от Рио де Жанейро до Мус Лейк и го осинови преди 15 години.
- Родриго Санторо – д-р Тулио Монтеро, бразилски орнитолог, който се сприятелява с Линда.
- Джейк Т. Остин – Фернандо, младият асистент на Марсел.
- Карлос Понс – Марсел, собственик на Найджъл и водач на група бракониери.
- Дави Виера – Армандо, един от привържениците на Марсел.
- Джефри Гарсия – Типа, един от привържениците на Марсел.
- Джейн Линч – Алис, канадска гъска, която е сестра на Клоуи.
- Уанда Сайкс – Клоуи, канадска гъска, която е сестра на Алис.
- Бебел Гилберто – Ева, ръбестоклюн тукан и съпруга на Рафаел.
- Бернардо де Паула – Кипо, розова лопотарка, и Силвио, пазач на птичарник.
- Франциско Реймъс – Мауро, водач на мармозетките, името му не е споменато във филма.

## Пускане
Световната премиера на филма се състои на 22 март 2011 г. в киното на Cinépolis в Рио де Жанейро.

## Прием
„Рио“ печели $143,619,809 в Северна Америка, с $341,015,951 в други територии за обща сума от $484,635,760 в световен мащаб, който стана 13-ият високобюджетен филм през 2011 г. и 107-ият високобюджетен филм за всички времена. Американската премиера е на 10 април 2011 г. в Китайския театър на Грауман в Холивуд, Калифорния и е пуснат чрез страната пет дни по-късно. През май 2009 г., беше насрочен да бъде пуснат в САЩ на 8 април 2011 г., но през декември 2010 г. беше пренасрочен седмица по-късно на 15 април 2011 г.